# Oisseau
Oisseau é uma comuna francesa na região administrativa da Pays de la Loire, no departamento de Mayenne. Estende-se por uma área de 30,75 km². Em 2010 a comuna tinha 1 196 habitantes (densidade: 38,9 hab./km²).